# Diatraea argentina
Diatraea argentina is een vlinder van de familie van de grasmotten (Crambidae). De wetenschappelijke naam van deze soort is voor het eerst voorgesteld door Harold Edmund Box in een publicatie uit 1931.
De soort komt voor in Argentinië.